# 8472 Tarroni
8472 Tarroni (1983 TC) là một tiểu hành tinh vành đai chính được phát hiện ngày 12 tháng 10 năm 1983 bởi Osservatorio San Vittore ở Bologna.